# Рашит Ахтари
Рашит Ахтари (наст. имя — Рашит Мингажевич Ахтаров; баш. Рәшит Әхтәри, Рәшит Минһаж улы Әхтәров; 6 января 1931, Ишалино, Башкирская АССР — 26 марта 1996, Юнусово, Башкортостан) — башкирский поэт и журналист. Член Союза писателей Башкирской АССР.

## Биография
Ахтаров Рашит Мингажевич родился 6 января 1931 года в деревне Ишалино Дуван-Мечетлинского района Башкирской АССР (ныне Мечетлинского района Башкортостана).
После окончания Ишалинской начальной школы учился в Лемез-Тамакской средней школе. Работал учителем в школах деревень Абдрахимово и Теляшево. Проходил службу в рядах Советской Армии, в составе части особого назначения участвовал в корейской войне.
Окончил филологический факультет Башкирского государственного университета (ныне Уфимский университет науки и технологий) и зооветеринарный факультет Башкирского сельскохозяйственного института.
Работал заместителем редактора журнала «Башкортостан укытыусыхы», сотрудником в журнале «Пионер», литературным сотрудником журнала «Агидель», а также на Башкирском телевидении.
Принимал участие в подготовке к изданию трёхтомного сборника «Башкирское народное творчество».
А в 1-м томе «Башкирского народного творчества» напечатана замечательная сказка в стихах «Падчерица», записанная Р.Ахтари. В томе «Сказки» увидели свет великолепные, богатого содержания сказки «Ишали и Суя», «Мыяубикэ и Сысканбай», последняя сказка — это народная пародия на знаменитый эпос «Кудыйкурпес и Маянхылыу».
В последние годы своей жизни Рашит Ахтари преподавал в школах деревень Теляшево и Юнус.
В 1995 году был делегатом I Всемирного курултая башкир. В 1990 и 1995 годах стал победителем республиканских конкурсов сэсэнов.
Умер 26 марта 1996 года в деревне Юнусово Мечетлинского района Башкортостана, похоронен в кладбище деревни Теляшево.

## Творческая деятельность
Рашит Ахтари был известен как поэт, импровизатор, сэсэн, фольклорист. Печатался в журнале «Башкортостан укытыусыхы» и газете «Совет Башкортостаны». Является автором трёх книг стихов.
В своих стихах воспевал родную землю и природу, земляков. Рашит Ахтари записывал народные сказки, эпосы, забытые обряды. Эпос «Узак и Тузак — осколки Балабешняка» был включён в 4-й том свода «Башкирского народного творчества».

## История
История сказка записанная Рашитом Ахтари
Ишяле и Суябика
Вдавние времена жил один старик. Хорошо он жил, но вдруг умерла жена. От неё осталась очень красивая девочка поимени Суябика. Старик погоревал и взял другую жену. Мачеха оказалась злой и капризной. Когда девочка подросла, решила избавиться от нее. Старик не мог перечить молодой жене, и увел дочь в лес. Завел в дремучую чащу и оставил ее в заброшенной ветхой лачуге:т 
И т.д.Записано Р. Ахтаровым в 1956г. в дер.Ишалино Мечетлинского района от Бибикамал Ишеровой , 1872г.рожд.ФФ БГУ, хр.56.лл. 1-5БНТ:1959, с.109-111БНТ: Сказки 1, N82

### Книги
1. Беҙ егет затынан. Өфө. 1993. (баш.)
2. Осеннее половодье. Уфа. 1997. (рус.)
3. Минең йырҙарым. Өфө. (баш.)

## Память
В 2002 году Советом Мечетлинского района была учреждена премия имени Рашита Ахтари в области литературы, культуры и искусства. Премия вручается один раз в два года.